# Smittina altirostris
Smittina altirostris är en mossdjursart som beskrevs av Osburn 1952. Smittina altirostris ingår i släktet Smittina och familjen Smittinidae. Inga underarter finns listade i Catalogue of Life.